# Comptonia
Comptonia es un género que solo contiene una única especie Comptonia peregrina perteneciente a la familia Myricaceae. Es nativa del este de Norteamérica, desde el sur de Quebec al extremo norte de Georgia, y oeste de Minnesota. 
Es un arbusto caducifolio que alcanza los 1,5 m de altura. Las hojas son lineares o lanceoladas de  3-15 cm de largo y  0,3-3 cm de ancho, dentadas, márgenes lobulados-pinnados. Las flores son imperfectas y crecen en terrenos secos en asociación con los pinos.
Comptonia peregrina es usado como alimento por las larvas de algunas especies de  Lepidopteras, incluyendo Bucculatrix paroptila, y varias l Coleophora como: C. comptoniella, C. peregrinaevorella (que come exclusivamente de  Comptonia), C. persimplexella, C. pruniella y C. serratella.
Varios fósiles descubiertos muestran que el género estaba ampliamente distribuido en el hemisferio norte.